# Chaudefontaine (Doubs)
Chaudefontaine era una comuna francesa situada en el departamento de Doubs, de la región de Borgoña-Franco Condado, que el 1 de enero de 2018 fue suprimida al fusionarse con la comuna de Marchaux, formando la comuna nueva de Marchaux-Chaudefontaine.

## Demografía
| Gráfica de evolución demográfica de Chaudefontaine entre 1800 y 2015 |
|                                                                      |

Los datos demográficos contemplados en este gráfico de la comuna de Chaudefontaine se han cogido de 1800 a 1999 de la página francesa EHESS/Cassini, y los demás datos de la página del INSEE.